# سد توکوم
سد توکوم (به اسپانیایی: Represa de Tocoma) یک سد و نیروگاه برقابی در ونزوئلا است که در ایالت بولیوار واقع شده‌است.